# Phalaris
Phalaris es un género de plantas herbáceas de la familia de las poáceas. Varias especies de Phalaris crecen en todos los continentes, excepto la Antártida. El más conocido es el alpiste.

## Descripción
Son plantas herbáceas que llegan a alcanzar los 180 cm de altura, con varios tallos huecos y cilíndricos, semejantes al del trigo. Las flores se producen en densos racimos verdes que tornan levemente púrpura al madurar. Las semillas son de color marrón envueltas en una pequeña cáscara.

## Taxonomía
El género fue descrito por Carlos Linneo y publicado en Species Plantarum 2: 1050. 1753. La especie tipo es: Phalaris canariensis L.
Etimología
Phalaris: nombre genérico que podría derivar del griego phalaros, que significa lustroso, aludiendo al brillo de las espigas.
Citología
Tiene un número de cromosomas de: x = 6 y 7. 2n = 12, 14, 28, 35, 42, y 56. 2, 4, 6, y 8 ploidias. Cromosomas ‘grandes’. 

## Especies
- Phalaris aquatica L.
- Phalaris arundinacea L.
- Phalaris brachystachys Link
- Phalaris coerulescens Desf. «triguera caballuna»[3]
- Phalaris canariensis L. «alpiste»
- Phalaris minor Retz.
- Phalaris paradoxa L.[4][5]

| Especies               | Total Alcaloides (seco) | DMT    | 5-MeO-DMT | 5-OH-DMT |
| Phalaris aquatica      | 0,0007-0,18%            | 0,100% | 0,022%    | 0,005%   |
| Phalaris arundinacea   | 0,0004-0,121%           |        |           |          |
| Phalaris brachystachys | Parte aérea sobre 3%    | x      |           |          |